# Falsa identidade
Ocorre a falsa identidade, tipo de fraude criminosa, quando o autor se atribui ou atribui a um terceiro uma falsa identidade, ou seja, qualquer dos elementos que configuram a identidade da pessoa, tais como o nome, idade, estado civil,  profissão, sexo, filiação, condição social, etc. com o fim de obter para si ou para outro alguma vantagem, ou ainda para prejudicar a terceiro.
A falsa identidade não deve ser confundida com a falsificação e uso de documento de identidade, pois na falsa identidade não há uso de documento falso ou verdadeiro, atribui-se à pessoa uma característica falsa, como, por exemplo, ser filho de um artista famoso, sem a apresentação de qualquer documento, ou seja, o agente convence a pessoa por meio de palavras ou circunstâncias que a induzem em erro.

## No Direito Brasileiro
O Crime de falsa identidade é figura tipificada no artigo 307 do Código Penal Brasileiro, que tem a seguinte redação:
Atribuir-se ou atribuir a terceiro falsa identidade para obter vantagem em proveito próprio ou alheio, ou para causar dano a outrem.
Para que o delito se configure é necessário que haja além da falsificação da identidade, própria ou de outra pessoa, que a também exista manifesta vontade (dolo) em obter vantagens (não necessariamente patrimoniais) ou, ainda, para causar prejuízo à vítima; neste caso não é necessário haver o dano configurado, mas este ou a vontade em obter vantagem. Na prescrição da pena, porém, impõe um outro condicionante
- Detenção, de 6 (seis) meses a 2 (dois) ano, ou multa de R$ 2031,72, se o fato não constitui elemento de crime mais grave.

Ocorre, neste caso que, se o fato serviu para a prática de outro crime de natureza punitiva maior, inocorre o delito de falsa identidade, mas apenas aqueloutro mais grave.